# تومی شیمومورا
تومی شیمومورا (انگلیسی: Tomi Shimomura؛ زادهٔ ۱۸ دسامبر ۱۹۸۰) بازیکن فوتبال اهل ژاپن است.
از باشگاه‌هایی که در آن بازی کرده‌است می‌توان به باشگاه فوتبال سرزو اوساکا و باشگاه فوتبال جف یونایتد ایچیهارا چیبا اشاره کرد.